# Frederick Augustus Abel
Frederick Augustus Abel (Londra, 17 luglio 1827 – Londra, 6 settembre 1902) è stato un chimico britannico.
Nacque in una famiglia di origine tedesca, studiò chimica al Politecnico Reale di Londra.
Successe, nel 1851, a Michael Faraday alla cattedra di chimica dell'Accademia Militare di Woolwich.
Il suo campo di studi interessò gli esplosivi, a partire dalla fabbricazione della nitrocellulosa della quale ideò un procedimento consistente nella riduzione del composto in una polpa fine che permettesse di maneggiarlo con sicurezza e al tempo stesso di aumentarne l'utilità.
L'impegno successivo fu nello studio della cosiddetta "polvere senza fumo", il cui uso si diffuse verso la fine del XIX secolo. In questo ambito Abel inventò insieme a James Dewar la cordite, un esplosivo che fu poi adottato dal governo britannico nel 1891. Abel e Dewar furono citati in tribunale da Alfred Nobel con l'accusa di avergli copiato la formula di un suo esplosivo denominato balistite, ma alla fine la causa dette torto a Nobel.
Con lo scozzese Andrew Noble studiò il comportamento della polvere nera al momento dell'accensione.
Su richiesta del governo britannico, sviluppò un test per determinare il punto di infiammabilità dei prodotti petroliferi. Un primo apparecchio (a vaso aperto) fu registrato in un atto del parlamento nel 1868, più tardi rimpiazzato da un secondo, più affidabile, apparecchio nel 1879 detto a vaso chiuso.

## Opere

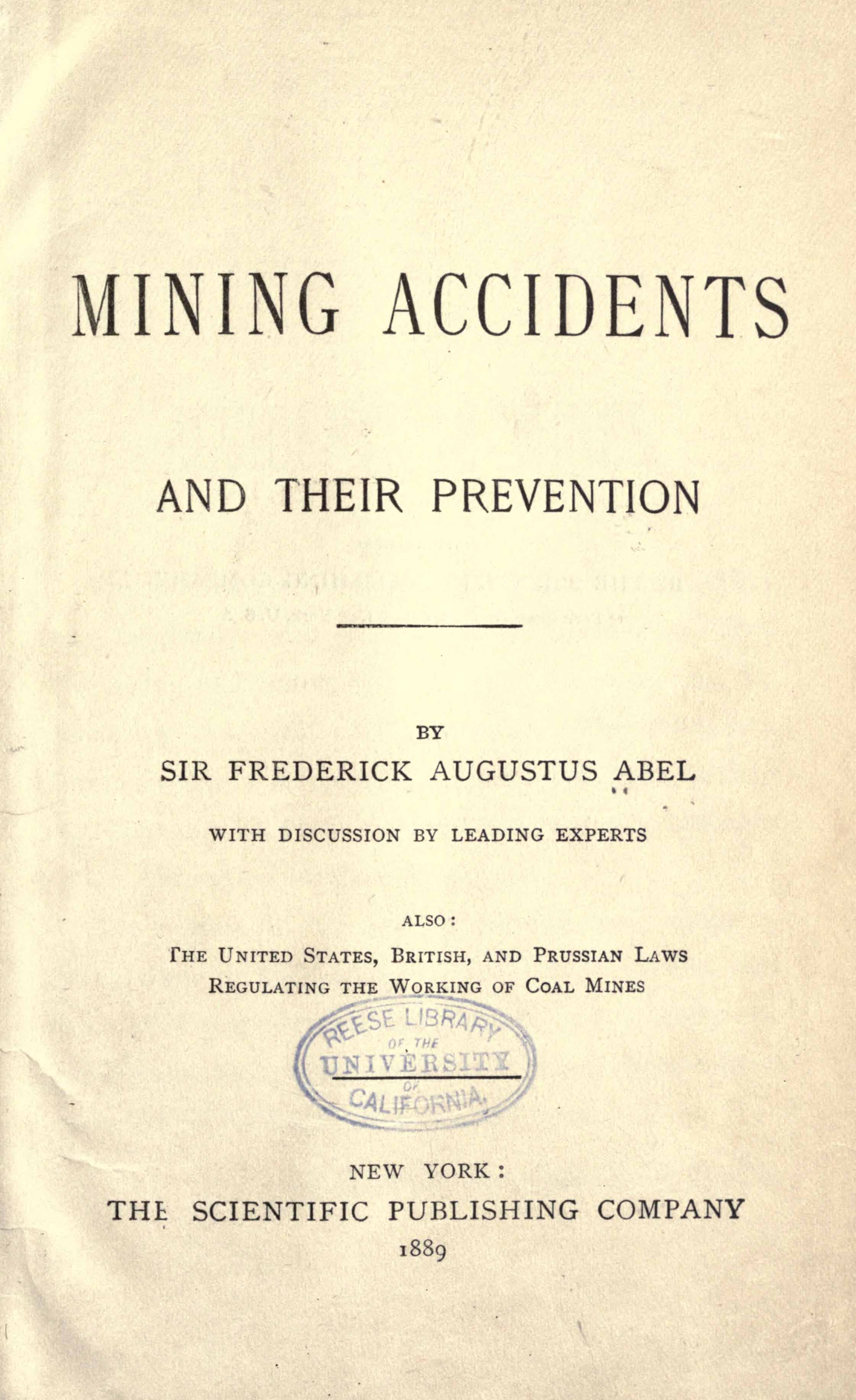
Mining accidents and their prevention, 1889

- Handbook of Chemistry (con C. L. Bloxam) (1858)
- Modern History of Gunpowder (1866)
- Gun-cotton (1866)
- On Explosive Agents (1872)
- Researches in Explosives (1875)
- Electricity applied to Explosive Purposes (1884)
- Mining accidents and their prevention, New York, Scientific publishing company, 1889.